# 정동호 (축구 선수)
정동호(丁東浩, 1990년 3월 7일 ~ )은 대한민국의 축구 선수로, 포지션은 오른쪽 풀백, 왼쪽 풀백, 오른쪽 측면 미드필더이다.

## 축구인 경력

### 클럽 경력
2008년 하반기 요코하마 F. 마리노스의 훈련에 참가하였고 2009년 프로 계약을 체결하였다. 하지만 많은 출전 기회를 잡지 못하였고 2011년 가이나레 돗토리로 임대 이적하였다. 2012년엔 오카다 다케시 감독의 러브콜을 받고 항저우 뤼청으로 임대 이적하여 1시즌 간 주전으로 활약하였다.
2014년 울산 현대로 이적하며 K리그 클래식 무대에 첫 발을 디뎠다. 그 후, 2017년에 FA컵 우승을 이끌어냈으며, 2020 시즌을 앞두고 울산과 재계약을 맺었고, 팀을 2020 ACL 우승에 일조하였다.
2020 시즌 후, 수원 FC로 이적하였다.

### 국가대표 경력
2015년 AFC 아시안컵을 앞두고 열린 국가대표팀 제주도 전지훈련에 선발되었으나 아시안컵 최종 명단에 포함되지는 못하였다.
2015년 3월 A매치에 나설 국가대표팀 명단에 이름을 올렸고, 27일 우즈베키스탄과의 경기에 출전하며 A매치 데뷔전을 치렀다. 같은 해 7월 20일 발표된 2015 동아시안컵 최종 명단에 포함되었다.

## 수상

### 국가대표

#### 대한민국 축구 국가대표팀
- EAFF 동아시안컵
  - 우승 : 2015

### 클럽

#### 울산 현대
- FA컵
  - 우승 : 2017
- AFC 챔피언스리그
  - 우승 : 2020